# يان ميلز
يان ميلز (بالإنجليزية: Ian Mills)‏ هو شخصية أعمال بريطاني، ولد في 4 مايو 1969 في لندن في المملكة المتحدة.

## وصلات خارجية
- يان ميلز على موقع IMDb (الإنجليزية)